# Masca de apă
Masca de apă (titlul original: în engleză The Snorkel) este un film crimi englez, realizat în 1958 de regizorul Guy Green, după o pvestire de Anthony Dawson, protagoniști fiind actorii Peter van Eyck, Betta St. John, Mandy Miller, Grégoire Aslan. 

## Conținut
Scriitorul britanic Paul Decker vrea să scape de soția sa Madge, așa că se apucă să plănuiește o crimă perfectă. Pentru a face acest lucru, el întocmește un plan minuțios, pe care îl consideră perfect, din moment ce nu va putea nimeni niciodată să bănuiască cum că el ar fi făptașul. Pregătește îndelungat planul, nelăsând nimic la voia întâmplării. La sfârșit, nu trebuie să existe nici o altă variantă pentru ca anchetatorii poliției să stabilească altceva decât că a fost sinucidere. 

## Distribuție
- Peter van Eyck – Paul Decker
- Betta St. John – Jean Edwards
- Mandy Miller – Candy Brown
- Grégoire Aslan – inspectorul
- William Franklyn – Wilson
- Marie Burke – menajera
- Irene Prador – franțuzoaica
- Henri Vidon – grădinarul italian
- Armand Guinle – ospătarul
- Robert Rietti – eergentul
- David Ritch – rwecepționerul de la hotel
- John Holmes' dog Flush – Toto